# Universidad Johns Hopkins

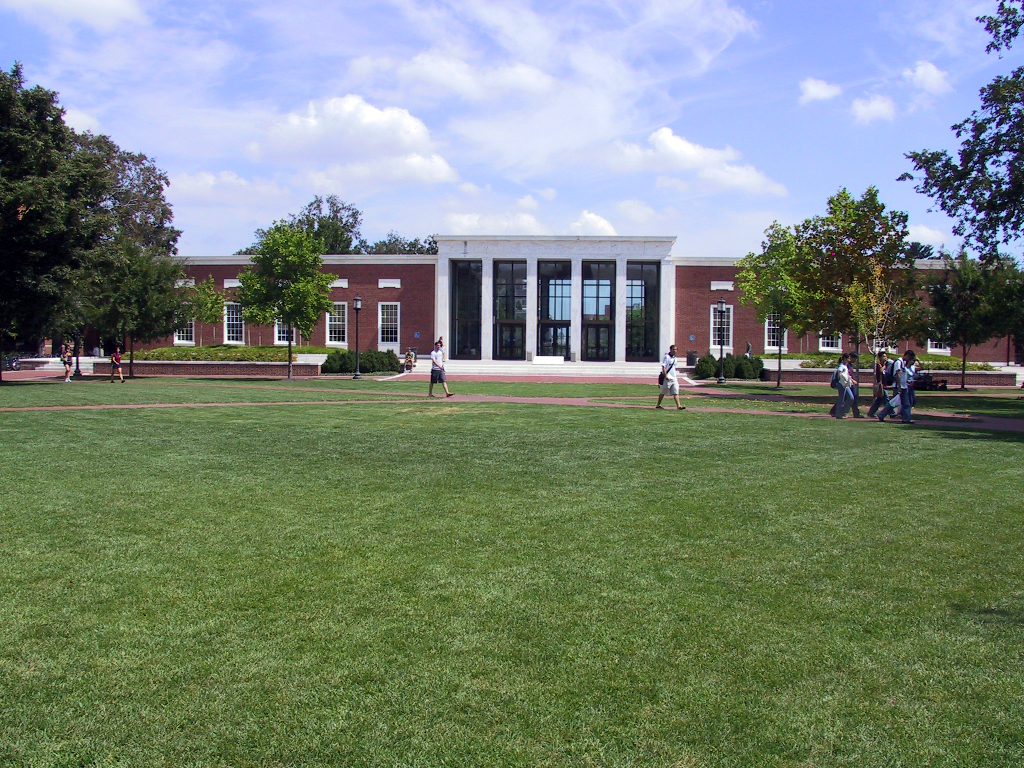
Biblioteca Milton S. Eisenhower.

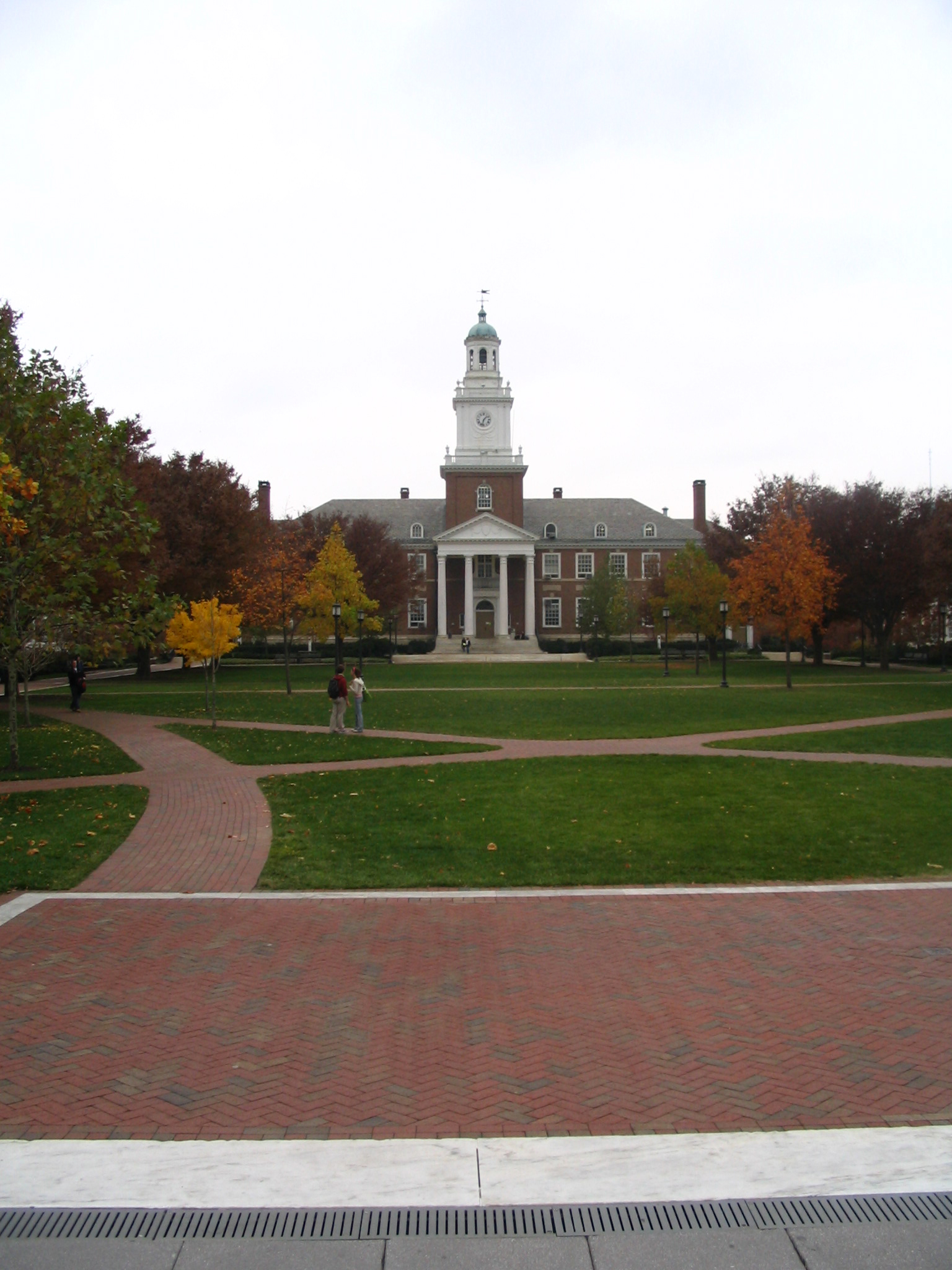
Gilman Hall

La Universidad Johns Hopkins es una universidad privada situada en Baltimore, Maryland (Estados Unidos). Se fundó el 22 de febrero de 1876, y fue la primera universidad dedicada a la investigación en los Estados Unidos.
Johns Hopkins es la universidad de investigación más antigua de los Estados Unidos. El legado de $7 millones de dólares Hopkins para establecer la universidad fue el regalo filantrópico más grande en la historia de los Estados Unidos hasta ese momento. Daniel Coit Gilman, quien asumió como primer presidente de Johns Hopkins el 22 de febrero de 1876, llevó a la universidad a revolucionar la educación superior en los Estados Unidos al integrar la enseñanza y la investigación. En 1900, Johns Hopkins se convirtió en miembro fundador de la Asociación de Universidades Americanas. La universidad ha liderado a todas las universidades de Estados Unidos en gastos anuales de investigación durante las últimas tres décadas. La universidad está clasificada entre las mejores universidades del mundo.
Johns Hopkins está organizado en 10 divisiones en campus en Maryland y Washington D. C., con centros internacionales en Italia y China. Las dos divisiones de pregrado, la Escuela de Artes y Ciencias Zanvyl Krieger y la Escuela de Ingeniería Whiting, están ubicadas en el campus de Homewood en el vecindario Charles Village de Baltimore. La escuela de medicina, la escuela de enfermería, la Escuela de Salud Pública Bloomberg y el Centro Infantil Johns Hopkins están ubicados en el campus de Instituciones Médicas en el este de Baltimore. La universidad también consta del Instituto Peabody, el Laboratorio de Física Aplicada, la Escuela de Estudios Internacionales Avanzados Paul H. Nitze, la Escuela de Educación, la Escuela de Negocios Carey y muchas otras instalaciones. La universidad también tiene campus de posgrado en Italia, China y Washington D. C.
Desde octubre de 2019, 39 premios Nobel y un medallista Fields se han afiliado con la facultad y exalumnos de Johns Hopkins. Fundado en 1883, el equipo de lacrosse masculino de los Blue Jays ha capturado 44 títulos nacionales y juega en la Big Ten Conference como miembro afiliado. Los otros equipos deportivos de la universidad compiten en la División III de la NCAA como miembros de la Centennial Conference.
Johns Hopkins es considerada una de las instituciones académicas y de investigación más importantes en el mundo y se alinea entre las universidades más prestigiosas de los Estados Unidos.

## Historia

### Comienzos filantrópicos y fundación
Johns Hopkins, por quien se nombró la universidad, nació en 1795. Johns, su nombre de pila, tiene una s al final porque heredó el nombre de su abuelo, el cual lo adoptó del apellido de soltera de su madre, Margaret Johns. Fue un hombre de negocios, presidente de banco y magnate de los ferrocarriles, y está considerado uno de los más grandes financieros de Baltimore en el siglo XIX. Al morir soltero, en 1873, estableció en su testamento la creación de una universidad dedicada al estudio y la investigación científica, al igual que de un hospital que brindara la mejor atención médica. Se creaban así el Hospital Johns Hopkins y la primera universidad en Estados Unidos dedicada específicamente a la investigación y a estudios de postgrado. Gracias a esta donación de 7 millones de dólares de la época, quedaban por primera vez directamente vinculados un hospital y una universidad en los Estados Unidos. Posteriormente se ampliaron los estudios a programas de grado.
A su muerte en 1873, Johns Hopkins, un empresario cuáquero y soltero sin hijos, legó $ 7 millones (aproximadamente $ 156,3 millones ajustados a la inflación de precios al consumidor) para financiar un hospital y una universidad en Baltimore, Maryland. En ese momento, esta donación, generada principalmente por el Ferrocarril de Baltimore y Ohio, fue la donación filantrópica más grande en la historia de los Estados Unidos, y la dotación fue entonces la más grande de América. Hasta 2020, se suponía que Hopkins era un ferviente abolicionista, hasta que la investigación realizada por la escuela en sus registros del censo de los Estados Unidos reveló que afirmó poseer al menos cinco esclavos domésticos en los censos decenales de 1840 y 1850.
El primer nombre del filántropo Johns Hopkins proviene del apellido de su bisabuela, Margaret Johns, quien se casó con Gerard Hopkins. Llamaron a su hijo Johns Hopkins, quien nombró a su propio hijo Samuel Hopkins. Samuel nombró a uno de sus hijos por su padre, y ese hijo se convirtió en el benefactor de la universidad. Milton Eisenhower, expresidente de una universidad, habló una vez en una convención en Pittsburgh donde el maestro de ceremonias lo presentó como "Presidente de John Hopkins". Eisenhower replicó que estaba "contento de estar aquí en Pittburgh".
La junta original optó por un modelo universitario enteramente novedoso dedicado al descubrimiento del conocimiento a un nivel avanzado, extendiendo el de la Alemania contemporánea. Sobre la base del modelo de educación superior de Humboldt, el modelo de educación alemán de Wilhelm von Humboldt, se dedicó a la investigación. Fue especialmente la Universidad de Heidelberg y su larga historia de investigación académica en la que la nueva institución trató de modelarse. Johns Hopkins se convirtió así en el modelo moderno de la universidad de investigación los Estados Unidos. Su éxito eventualmente cambió la educación superior en los Estados Unidos de un enfoque en la enseñanza del conocimiento revelado y/o aplicado al descubrimiento científico de nuevos conocimientos.

### Primeros años y Daniel Coit Gilman
El consejo trabajó junto a cuatro presidentes de universidades notables: Charles W. Eliot de Harvard, Andrew D. White de Cornell, Noah Porter de Yale College y James B. Angell de Míchigan. Cada uno de ellos apoyó a Daniel Coit Gilman para dirigir la nueva Universidad y se convirtió en el primer presidente de la universidad. Gilman, un académico educado en Yale, se había desempeñado como presidente de la Universidad de California, Berkeley antes de este nombramiento. En preparación para la fundación de la Universidad, Gilman visitó la Universidad de Freiburg y otras universidades alemanas.
Gilman lanzó lo que muchos en ese momento consideraron un experimento académico audaz y sin precedentes para fusionar la enseñanza y la investigación. Descartó la idea de que los dos fueran mutuamente excluyentes: "Los mejores profesores suelen ser aquellos que son libres, competentes y están dispuestos a realizar investigaciones originales en la biblioteca y el laboratorio", afirmó. Para implementar su plan, Gilman reclutó a investigadores de renombre internacional, incluido el matemático James Joseph Sylvester; el biólogo H. Newell Martin; el físico Henry A. Rowland (el primer presidente de la Sociedad Estadounidense de Física), los académicos clásicos Basil Gildersleeve y Charles D. Morris; el economista Richard T. Ely; y el químico Ira Remsen, quien se convirtió en el segundo presidente de la universidad en 1901.
Gilman se centró en la expansión de la educación de posgrado y el apoyo a la investigación docente. La nueva universidad fusionó estudios avanzados con escuelas profesionales como medicina e ingeniería. Hopkins se convirtió en pionero nacional en programas de doctorado y anfitrión de numerosas revistas y asociaciones académicas. La Johns Hopkins University Press, fundada en 1878, es la editorial universitaria estadounidense más antigua en funcionamiento continuo.
Con la finalización del Hospital Johns Hopkins en 1889 y la escuela de medicina en 1893, el modo de instrucción centrado en la investigación de la universidad pronto comenzó a atraer a profesores de renombre mundial que se convertirían en figuras importantes en el campo emergente de la medicina académica, incluidos William Osler, William Halsted, Howard Kelly y William Welch. Los estudiantes vinieron de todo el mundo para estudiar en Johns Hopkins y regresaron a su país de origen para servir a su nación, incluido el Dr. Harry Chung (n. 1872), quien se desempeñó como diplomático en la dinastía Manchú y Primer Secretario de los Estados Unidos. Durante este período, Hopkins hizo más historia al convertirse en la primera escuela de medicina en admitir mujeres en igualdad de condiciones con los hombres y en exigir una licenciatura, en base a los esfuerzos de Mary E. Garrett, quien había donado fondos a la escuela a pedido de Gilman. La escuela de medicina fue la primera escuela de medicina coeducativa de nivel de posgrado de Estados Unidos y se convirtió en un prototipo de medicina académica que enfatizaba el aprendizaje junto a la cama, los proyectos de investigación y la capacitación en laboratorio.
En su testamento y en sus instrucciones a los administradores de la universidad y el hospital, Hopkins solicitó que ambas instituciones se construyeran en los vastos terrenos de su propiedad en Baltimore, Clifton. Cuando Gilman asumió la presidencia, decidió que sería mejor utilizar la dotación de la universidad para reclutar profesores y estudiantes, decidiendo, como se ha parafraseado, "construir hombres, no edificios". En su testamento, Hopkins estipuló que nada de su dotación debe ser utilizado para la construcción; sólo el interés sobre el principal podría utilizarse para este fin. Desafortunadamente, las acciones de The Baltimore and Ohio Railroad, que habrían generado la mayor parte del interés, prácticamente perdieron su valor poco después de la muerte de Hopkins. El primer hogar de la universidad fue, por lo tanto, en el centro de Baltimore, lo que retrasó los planes para ubicar la universidad en Clifton.

## Centros docentes y campus

### Campus de Homewood
- Escuela de Artes y Ciencias Zanvyl Krieger. La Escuela Zanvyl Krieger es la escuela central de la universidad y ofrece programas de grado y posgrado.[1] con más de 40 especialidades de licenciatura y más de 40 programas de tiempo completo de posgrado.
- Escuela de Ingeniería Whiting. La escuela Whiting ofrece programas de grado y posgrado.
- Escuela de Educación. La escuela Cary fue fundada en 1909 como la Escuela de Estudios Profesionales en Negocios y Educación (SPSBE). El primero de enero de 2007, la SPSBE se separó en dos escuelas -La Escuela de Negocios Carey y la Escuela de Educación de la Universidad Johns Hopkins.[2]

### Campus de Instituciones Médicas del Este de Baltimore
- Escuela de Medicina. La escuela de Medicina se sitúa junto al Hospital Johns Hopkins. La escuela de medicina es ampliamente reconocida como una de las mejores escuelas de medicina e investigación biomédica en el mundo.
- Escuela de Enfermería. La escuela de Enfermería está afiliada al Hospital Johns Hopkins y a la escuela de Medicina.
- Escuela Bloomberg de Salud Pública. La escuela Bloomberg fue fundada en 1916 por William H. Welch y John D. Rockefeller y nombrada Bloomberg gracias a la generosas donaciones del político Michael Bloomberg estimadas en 107 millones de dólares.[3] Es la primera y más grande escuela de salud pública en el mundo con 530 profesores a tiempo completo, 620 a tiempo parcial y 2.030 estudiantes de 84 países.[4]

### Campus de Harbor East
- Escuela de Negocios Carey.

### Campus de Mount Vernon
- Instituto Peabody. Escuela de música y conservatorio de la universidad.

### Campus de Washington D.C.
- Escuela de Estudios Internacionales Avanzados Paul H. Nitze. La Escuela de Estudios Internacionales Avanzados Paul H. Nitze (SAIS) está localizada en Washington D. C. cerca de Dupont Circle. La escuela se consagra a los estudios internacionales, particularmente relaciones internacionales, diplomacia, y economía. La SAIS tiene campus de tiempo completo en Bolonia (Italia) y Nankín (China). Fundada en 1943, la Escuela se anexó a la universidad en 1950. La SAIS fue nombrada recientemente en una encuesta como el mejor programa de posgrado de relaciones internacionales en EU.[5]

## Académicos
El programa de licenciatura de cuatro años a tiempo completo es "más selectivo" con baja transferencia y una alta coexistencia de graduados. El costo de asistencia por año es de aproximadamente $77,400 USD. La universidad es uno de los catorce miembros fundadores de la Asociación de Universidades Estadounidenses (AAU); también es miembro del Consorcio para el Financiamiento de la Educación Superior (COFHE) y de la Asociación Universitaria de Investigación (URA).

### Rankings
La Universidad Johns Hopkins ocupó el puesto número 9 en general tanto en los EE. UU. como a nivel mundial según U.S. News & World Report para 2022.

### Admisiones de Licenciatura
Los programas de pregrado de la universidad son muy selectivos: en 2021, la Oficina de Admisiones aceptó aproximadamente el 4.9% de sus 33,236 solicitantes de decisión regular y aproximadamente el 6.4% de sus 38,725 solicitantes en total. En 2020, el 99% de los estudiantes admitidos se graduaron en el top 10% de su clase de preparatoria. Con el tiempo, las solicitudes para la Universidad Johns Hopkins han aumentado constantemente; como resultado, la selectividad de la Universidad Johns Hopkins también ha aumentado. 

## Deportes
Johns Hopkins Blue Jays (español: Arrendajos azules de Johns Hopkins, Azulejos de Johns Hopkins) es el nombre de los equipos deportivos de la Universidad Johns Hopkins, situada en Baltimore Maryland. Los Blue Jays participan en las competiciones universitarias organizadas por la NCAA, y forman parte de la Centennial Conference de la División III de la NCAA en todos los deportes, excepto en lacrosse disciplina en la que compiten en División I de la NCAA. 

## Ganadores del Premio Nobel relacionados con la Universidad
- Peter Agre - Química, 2003
- Christian B. Anfinsen, Química, 1972
- Richard Axel - Medicina, 2004
- Nicholas Murray Butler, Paz, 1931
- J.M. Coetzee, Literatura, 2003
- Joseph Erlanger - Medicina, 1944
- Andrew Fire - Medicina, 2006
- Robert Fogel - Economía, 1993
- James Franck, Física, 1925
- Herbert Spencer Gasser - Fisiología, 1944
- Riccardo Giacconi - Física, 2002
- Maria Goeppert-Mayer, Física, 1963
- Paul Greengard - Medicina, 2000
- Haldan Keffer Hartline - Medicina, 1967
- Simon Kuznets, Economía, 1971
- David H. Hubel, Medicina, 1981
- Merton H. Miller - Economía, 1990
- George Hoyt Whipple, Medicina, 1934
- Thomas Hunt Morgan - Medicina, 1933
- Robert Mundell - Economía, 1999
- George Richards Minot, Medicina, 1934
- Daniel Nathans, Medicina, 1978
- Lars Onsager, Química, 1968
- Martin Rodbell - Medicina, 1994
- Francis Peyton Rous - Medicina, 1966
- Hamilton O. Smith - Medicina, 1978
- Richard Stone, Economía, 1984
- Harold Clayton Urey, Química, 1934
- Vincent Du Vigneaud, Química, 1955
- George Hoyt Whipple - Medicina, 1934
- Torsten Wiesel, Medicina, 1981
- Jody Williams - Paz, 1997
- Woodrow Wilson - Presidente de los Estados Unidos, Paz, 1919

## Escándalos
Bristol-Myers Squibb, la Universidad Johns Hopkins y la Fundación Rockefeller son actualmente objeto de una demanda de mil millones de dólares a Guatemala por "roles en un experimento del gobierno de Estados Unidos en la década de 1940 que infectó a cientos de guatemaltecos con sífilis".  Una demanda anterior contra los Estados Unidos. El gobierno fue destituido en 2011 por los experimentos de sífilis en Guatemala cuando un juez determinó que el gobierno de los Estados Unidos no podía ser considerado responsable por acciones cometidas fuera de los Estados Unidos.